# Далле Мазенье

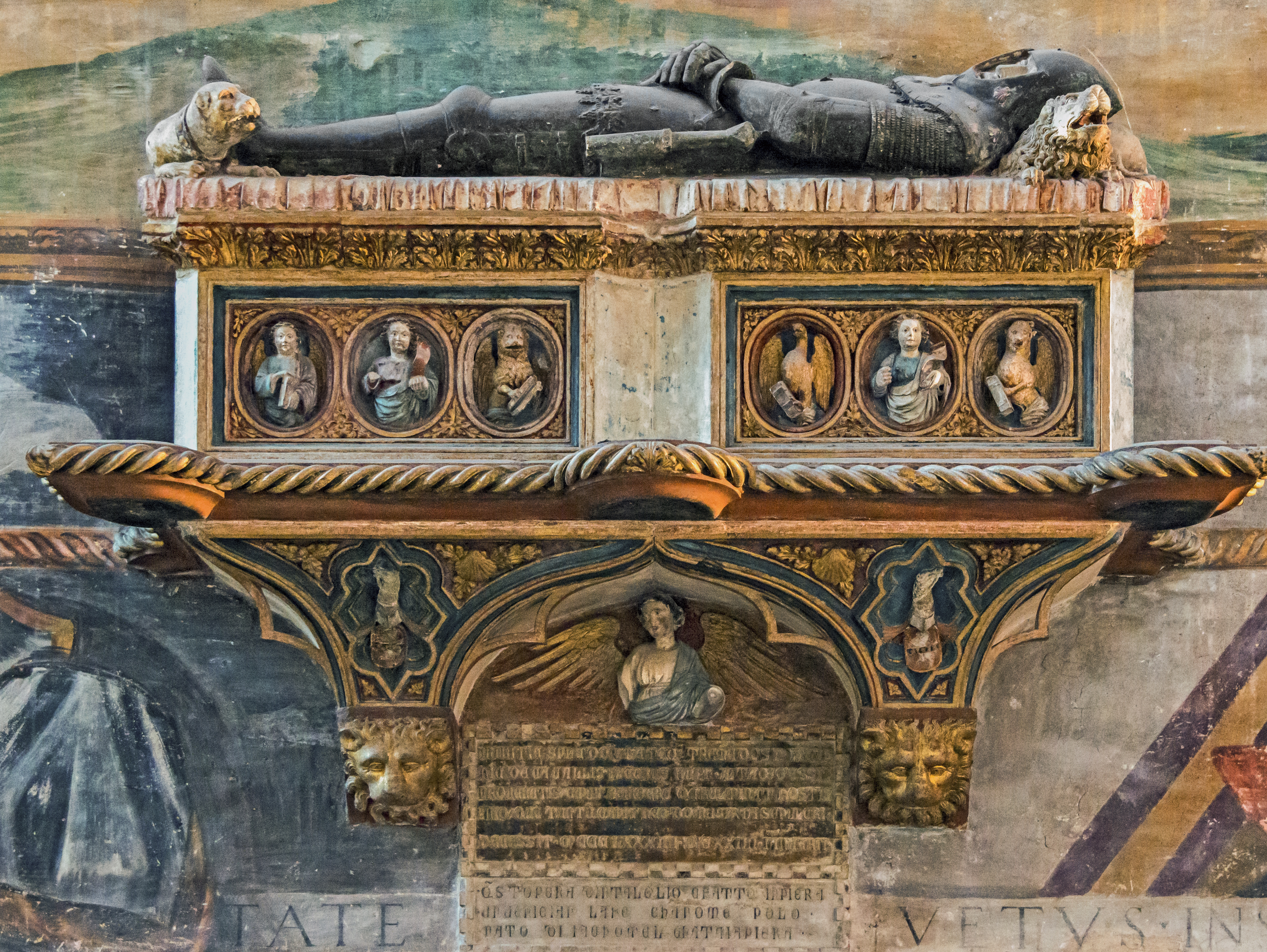
Памятник Джакомо Кавалли в базилике Санти-Джованни-э-Паоло

Делле Масенье (итал. Dalle Masegne) — братья Якопо (итал. Jacopo, Jacopello) (до 1383—1409) и Пьетро Паоло (итал. Pietro Paolo) (до 1383 — после 1403) Челега (итал. Celega), итальянские архитекторы и скульпторы

.
Работали вместе в основном в провинциях Венето и Эмилия-Романья.
Наиболее известные работы:
- Алтарный образ в церкви Святого Франциска в Болонье (1388). Специалисты выделяют главенствующую роль в этой работе Пьеро Паоло Челега[2].
- Темплон (1394) базилики Святого Марка в Венеции.
- Кампанила базилики Санта-Мария-Глорьоза-дей-Фрари в Венеции и несколько надгробий внутри базилики.
- Надгробие венецианского кондотьера Джакомо Кавалли в базилике Санти-Джованни-э-Паоло